# Trygve Schjøtt
Trygve Schjøtt (* 5. August 1882 in Bergen; † 18. Dezember 1960 in Kvinnherad) war ein norwegischer Segler.

## Erfolge
Trygve Schjøtt, Mitglied beim Bergens Seilforening, wurde 1920 in Antwerpen bei den Olympischen Spielen in der 10-Meter-Klasse nach der International Rule von 1919 Olympiasieger. Er war Crewmitglied der Mosk II, die als einziges Boot seiner Klasse teilnahm. Der Mosk II, deren Crew außerdem aus Otto Falkenberg, Arne Sejersted, Robert Giertsen, Willy Gilbert und seinem Cousin Halfdan Schjøtt sowie Skipper Charles Arentz bestand, genügte mangels Konkurrenz in zwei Wettfahrten jeweils das Erreichen des Ziels zum Gewinn der Goldmedaille.
Schjøtt absolvierte die Navigatorenschule und war während des Zweiten Weltkriegs Offizier der norwegischen Handelsflotte. Nach dem Krieg heiratete er eine Engländerin und zog mit ihr nach Wallasey.